# 山西外国文言学校
山西外国文言学校是民国时期存在于太原市的一所私立中学。校址位于太原府东街布弓街，后来迁到坝陵桥阎锡山的私宅东花园。

## 历史沿革
1919年秋，阎锡山为了培养外语人才，创设该校，并兼任该校校长。
从全山西省招收高小毕业生，总计约200人。开设英、法、德三个语种，学制9年。
1920年，聘请德国人卫西琴负责本校校务。
后改名为大通学院。
1926年秋，因时局混乱，再加上卫西琴的办学方式遭到非议，学校停办。所有学生按照高中毕业生对待，并分配至山西省各个政府机构任职。